# Campidano Centrale
Campidano Centrale este o arie protejată (arie de protecție specială avifaunistică — SPA) din Italia întinsă pe o suprafață de 1.564 ha, integral pe uscat.

## Localizare
Centrul sitului Campidano Centrale este situat la coordonatele 39°37′23″N 8°38′53″E / 39.623133°N 8.64814°E.

## Înființare
Situl Campidano Centrale a fost declarat arie de protecție specială avifaunistică în iulie 2009 pentru a proteja 14 specii de animale.

## Biodiversitate
Situată în ecoregiunea mediteraneană, aria protejată conține 6 habitate naturale: Păduri de Quercus ilex și Quercus rotundifolia, Pseudostepă cu ierburi și specii anuale de Thero-Brachypodietea, Galerii și tufărișuri riverane sudice (Nerio-Tamaricetea și Securinegion tinctoriae), Păduri de Quercus suber, Phrygana endemică cu Euphorbio-Verbascion, Pajiști umede mediteraneene cu ierburi înalte de Molinio-Holoschoenion.
La baza desemnării sitului se află mai multe specii protejate:
- păsări (12): Alectoris barbara, fâsă-de-câmp (Anthus campestris), stârc roșu (Ardea purpurea), stârc galben (Ardeola ralloides), pasărea ogorului (Burhinus oedicnemus), ciocârlie-cu-degete-scurte (Calandrella brachydactyla), caprimulg (Caprimulgus europaeus), erete de stuf (Circus aeruginosus), Falco eleonorae, stârc pitic (Ixobrychus minutus), ciocârlie de bărăgan (Melanocorypha calandra), spârcaci (Tetrax tetrax)
- nevertebrate (1): Papilio hospiton
- reptile (1): țestoasă bănățeană (Testudo hermanni)

Pe lângă speciile protejate, pe teritoriul sitului au mai fost identificate 33 de specii de păsări, 1 specie de amfibieni.